# Арвот-ха-Ярден
Арвот-ха-Ярден (ивр. מועצה אזורית ערבות הירדן‎, а также Аравот-ха-Ярден (лит. Иорданские равнины) или Биркат-ха-Ярден) — региональный совет в Израиле. Входит в Округ Иудея и Самария. Создан в 1979 году. Население в 2024 году составляет 6 678 человек. Населённый пункт Маале-Эфраим расположен в административных границах совета, но независим от него.

## Население
По статистическим данным Центрального статистического бюро Израиля население регионального совета на 2024 год составляет 6 678 человек.

## Список поселений
Включает 21 поселение.